# L'Attaque du métro 123
Cet article concerne le film de Tony Scott. Pour le roman de John Godey, voir Les Pirates du métro (roman). Pour le film de Joseph Sargent, voir Les Pirates du métro.
Pour plus de détails, voir Fiche technique et Distribution.
L'Attaque du métro 123 ou Pelham 123 - L'ultime station au Québec (The Taking of Pelham 1 2 3) est un film américano-britannique réalisé par Tony Scott et sorti en 2009.
Il s'agit d'une adaptation du roman Les Pirates du métro de John Godey, publié en 1973 et déjà adapté dans Les Pirates du métro (The Taking of Pelham One Two Three) réalisé par Joseph Sargent et sorti en 1974. Le film de Tony Scott reprend également des éléments du film de 1974.

## Synopsis
Walter Garber est un directeur de la Metropolitan Transportation Authority. À la suite d'une enquête, il officie désormais comme aiguilleur sur la ligne 6 du métro de New York. Il doit veiller au bon déroulement du trafic.
A 14 h 13, alors que sa journée touche à sa fin, la rame Pelham 123 s'immobilise sans explication. C'est le début du cauchemar : Ryder, un criminel aussi intelligent qu'audacieux, a pris en otage la rame et ses passagers. Avec ses trois complices lourdement armés, il menace d'exécuter les voyageurs à raison de un passager par minute de retard si une rançon de 10 000 000 US$ ne lui est pas versée avant 15 h 13.
Entre les deux hommes commence un incroyable bras de fer. Chacun ses atouts, chacun ses secrets, et le face-à-face risque de faire autant de victimes que de dégâts. La course contre la montre est lancée.

## Fiche technique
Sauf indication contraire, les informations mentionnées dans cette section peuvent être confirmées par la base de données cinématographiques IMDb,  présente dans la section « Liens externes ».
- Titre français : L'Attaque du métro 123
- Titre original : The Taking of Pelham 1 2 3
- Titre québécois : Pelham 123 - L'ultime station
- Réalisation : Tony Scott
- Scénario : Brian Helgeland (avec la participation non créditée de David Koepp), d'après le roman de John Godey Les Pirates du métro et le scénario de 1974 de Peter Stone
- Musique : Harry Gregson-Williams
- Photographie : Tobias A. Schliessler
- Montage : Chris Lebenzon
- Producteurs : Tony Scott, Todd Black, Jason Blumenthal et Steve Tisch
- Directeur artistique : David Swayze
- Décors : Chris Seagers
- Costumes : Renee Ehrlich Kalfus
- Sociétés de production : Columbia Pictures, Metro-Goldwyn-Mayer, Relativity Media, Scott Free Productions, Escape Artists
- Sociétés de distribution : Columbia Pictures (États-Unis), Sony Pictures Releasing (Royaume-Uni), Sony Pictures Releasing France (France)
- Budget : 100 000 000 $[1]
- Pays d'origine :  États-Unis et  Royaume-Uni
- Genre : Thriller et action
- Langue originale : anglais
- Dates de sortie[2] :
  - États-Unis, Canada : 12 juin 2009
  - France : 29 juillet 2009

## Distribution
- Denzel Washington (VF : Emmanuel Jacomy ; VQ : Pierre Auger) : Walter Garber
- John Travolta (VF : Dominique Collignon-Maurin ; VQ : Jean-Luc Montminy) : Dennis « Ryder » Ford
- Luis Guzmán (VF : Enrique Carballido ; VQ : Manuel Tadros) : Phil Ramos
- Victor Gojcaj (VF : Emmanuel Karsen ; VQ : Stéphane Rivard) : Bashkim
- John Turturro (VF : Michel Mella ; VQ : Sylvain Hétu) : Camonetti
- James Gandolfini (VF : Patrice Melennec ; VQ : Frédéric Desager) : le maire de New York
- Ramón Rodríguez (VF : Franck Lorrain ; VQ : Martin Desgagné) : Delgado
- Michael Rispoli (VF : Stéphane Bazin ; VQ : François L'Écuyer) : John Johnson
- Gbenga Akinnagbe (VF : Suleymane Solo ; VQ : Denis Roy) : Wallace
- John Benjamin Hickey (VF : Mathieu Buscatto ; VQ : René Gagnon) : secrétaire LaSalle
- Robert Vataj (VF : Pascal Sellem) : Emri
- Aunjanue Ellis (VF : Magaly Berdy ; VQ : Hélène Mondoux) : Therese Garber
- Frank Wood (VF : Arnaud Arbessier ; VQ : Jacques Lavallée) : Sterman
- Gary Basabara (VF : Jean-Luc Atlan) : le contrôleur Jerry Pollard
- Chance Kelly (VF : Jean-Marc Charrier) : le capitaine Kelley
- Jason Butler Harner (VF : Jérôme Pauwels) : M. Thomas
- Tonye Patano (VF : Martine Maximin ; VQ : Sophie Faucher) : Regina
- Brian Haley (en) : le capitaine de police Hill
- Adrian Martinez : le chauffeur de taxi
- Eliezer Meyer : un employé du métro
- Alex Kaluzhsky (VF : Nathanel Alimi ; VQ : Nicolas Bacon) : George
- Alice Kremelberg (VF : Émilie Rault ; VQ : Annie Girard) : la copine de George
- Jason Cerbone : l'officier Davis

## Production

### Genèse et développement
Les premières ébauches du script consistent principalement à moderniser le roman d'origine avec des éléments contemporains comme la technologie moderne ainsi que le spectre des attentats du 11 septembre 2001 à New York. David Koepp reste cependant fidèle au roman en préservant l'aspect « grand héros contre les vilaines choses. Brian Helgeland s'inspire quant à lui plutôt du film de 1974.

### Attribution des rôles
Ce film marque la quatrième collaboration entre Denzel Washington et Tony Scott après USS Alabama (1995), Man on Fire (2004) et Déjà vu (2006).

« Le rôle m'a tout de suite attiré parce que ce n'est pas le genre de personnage qu'on a l'habitude de voir dans un thriller d'action. Cet aiguilleur n'est pas un policier, c'est un fonctionnaire, un homme ordinaire, et quand Ryder lui fait part de ses exigences, sa première réaction est de demander l'aide de la police. Il n'a rien d'un super-héros, il est vraiment terrifié par la situation. »

— Denzel Washington

### Tournage

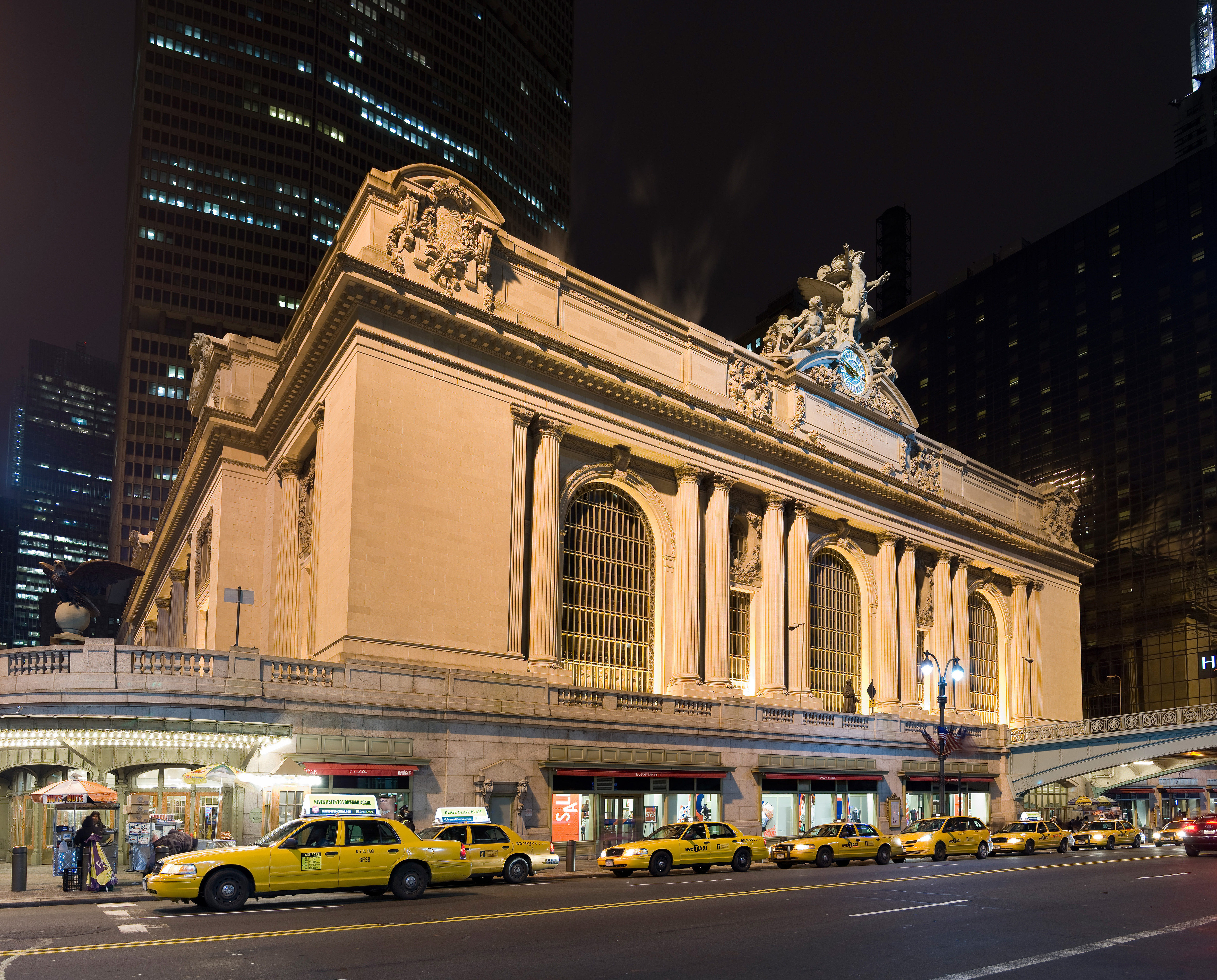
Extérieur de Grand Central Terminal

Le tournage a eu lieu principalement à New York, notamment à Manhattan (Grand Central Terminal, pont de Manhattan), le Bronx (Jerome Avenue), Brooklyn (Kensington, Dumbo, Jay Street), le Queens (Astoria, Kaufman Astoria Studios). La station Lower Bay du métro de Toronto a par ailleurs été utilisée pour simuler des stations new-yorkaises. Si beaucoup de véritables lieux ferroviaires ont été utilisés, l'équipe n'a pas pu tourner dans le centre de contrôle du métro situé dans un immeuble discret à Manhattan. Le décor a été recréé sur un plateau des Kaufman Astoria Studios.
Avant le tournage, la majeure partie de l'équipe a dû s'inscrire à une journée de formation sur la sécurité, comme tous les employés du NYC Transit qui travaillent dans les tunnels. La sécurité était très importante sur le tournage : les employés du NYC Transit sont allés jusqu'à examiner les chaussures de 200 figurants avant qu'une scène d'évacuation des passagers dans le tunnel de Church Avenue soit tournée.
Le réalisateur Tony Scott voulait que son film soit le plus réaliste possible, comme l'explique l'un des producteurs, Barry Waldman : « Il voulait entendre les sons et ressentir les secousses des wagons en mouvement. Son idée était de faire du métro le troisième personnage de l'histoire ». Le tournage dans le métro new-yorkais a duré quatre semaines, ce qui est en fait le plus long dans le métro de la ville. L'équipe a pu accéder à certaines zones du réseau où aucun tournage n'avait eu lieu. Ce tournage a par ailleurs été assez difficile, en raison de températures parfois très élevées et des rames de métro qui passaient à seulement quelques centimètres des membres de l'équipe, qui devaient également faire attention au rail d'alimentation et son courant électrique de 600 volts.

### Musique
Albums de Harry Gregson-Williams
X-Men Origins: Wolverine
(2009) Twelve
(2010)
La musique du film est composée par Harry Gregson-Williams. C'est la sixième fois qu'il travaille avec Tony Scott.
| 1.  | Something On The Track      | 4:36 |
| 2.  | "It's Me, Man!"             | 4:10 |
| 3.  | Rigged Contracts            |      |
| 4.  | An Ass Model Named Lavitka  | 6:26 |
| 5.  | Money Run                   | 1:05 |
| 6.  | Garber Meets Ryder          | 3:07 |
| 7.  | All Others Pay Cash         | 5:38 |
| 8.  | The Train Leave The Station | 3:52 |
| 9.  | The Lights Are All Green!   | 5:15 |
| 10. | Manhattan Bridge            | 5:07 |
| 11. | "... You A Yankee's Fan?"   | 2:00 |

## Accueil

### Critique
Rotten Tomatoes, un agrégateur de critiques, rapporte que 51 % des 226 critiques interrogés ont donné au film une critique mitigé; l'estimation moyenne est 5,4⁄10. Le consensus critique du site dit: "Malgré un casting solide, L'Attaque du métro 123 souffre des excès de la direction effrénée de Tony Scott et ne parvient pas à se mesurer à l'original de 1974". Metacritic a donné au film un score de  55⁄100 sur la base de 33 commentaires, ce qui indique "avis mitigés ou moyens".
Les réactions sur ce film ont été mitigées : de nombreux critiques se sont demandé s'il était vraiment utile de refaire Les Pirates du métro. Ainsi, selon The Village Voice, « dans ce film de métro, le film ancien reste le meilleur ». Pour le New York Magazine, « il n'y a pas de quoi descendre en courant dans les escaliers du métro ». De même, selon Philadelphia Weekly, « cette version réchauffée du thriller souterrain des années '70 est une grosse redondance à la Tony Scott ». Enfin, selon le Chicago Sun-Times, le film « n'est pas mauvais, mais pas très bon non plus ».

### Box-office
| Pays ou région    | Box-office      | Date d'arrêt du box-office | Nombre de semaines |
| ----------------- | --------------- | -------------------------- | ------------------ |
| États-Unis Canada | 65 452 312 $    | 27 août 2009               | 11                 |
| France            | 809 739 entrées |                            |                    |
| Total mondial     | 150 166 126 $   | -                          | -                  |

## Distinctions
Source : Internet Movie Database

### Récompense
- BMI Film and TV Awards 2010 : BMI Film Music Award pour Harry Gregson-Williams

### Nominations
- Teen Choice Awards 2009 : choix d'été du meilleur film dramatique
- ALMA Awards 2009 : meilleur acteur pour Luis Guzmán
- Alliance of Women Film Journalists 2009 : remake qui n'aurait jamais dû être fait (« remake That Shouldn't Have Been Made »)
- BET Awards 2010 : meilleur acteur pour Denzel Washington
- Black Reel Awards 2010 : meilleur acteur pour Denzel Washington
- NAACP Image Awards 2010 : meilleur acteur pour Denzel Washington

## Différences et clins d'œil avecLes Pirates du Métro
Le personnage incarné par Denzel Washington se nomme Walter Garber alors qu'il s'appelait Zachary Garber dans le film de 1974. Par ailleurs, le personnage campé par John Travolta porte le pseudonyme de Ryder. Dans la version originale, c'était le vrai nom du personnage de Robert Shaw, alias Mr. Blue. Dans le film de Tony Scott, Walter Garber (Denzel Washington) est accusé d'avoir touché des pots-de vin d'un fabricant japonais de trains. Dans la version de 1974, Zachary Garber effectue une visite des installations du PC par un groupe d'industriels japonais.
John Turturro incarne Vincent Camonetti, le chef de l'équipe de négociateurs de la police de New York. Ce personnage n'est pas présent dans le film de 1974 car cette fonction n'existait tout simplement pas dans les années 1970.
Dans le remake, Denzel Washington porte une chemise jaune clair et une cravate multicolore. C'est exactement l'inverse pour Walter Matthau dans le film de 1974 (chemise multicolore avec une cravate jaune clair).